# The Shadowthrone
The Shadowthrone este cel de-al doilea album de studio al formației Satyricon. Părerea generală este că acest album este mai bun decât albumul de debut, elementele folk metal și viking metal contribuind din plin la crearea unei atmosfere deosebite.
Formația își dezvăluie încă de la început ura față de creștinism prin primul vers al primei melodii: "Kampen mot Gud og hvitekrist er igang" se traduce prin "Lupta împotriva lui Dumnezeu și a Hristosului alb a început".

## Lista pieselor
1. "Hvite Krists død" (Moartea Hristosului alb) - 08:27
2. "In The Mist By The Hills" - 08:02
3. "Woods To Eternity" - 06:13
4. "Vikingland" (Tărâmul vikingilor) - 05:15
5. "Dominions Of Satyricon" - 09:25
6. "The King Of The Shadowthrone" - 06:15
7. "I en svart kiste" (Într-un sicriu negru) - 05:24

## Personal
- Satyr - vocal, chitară
- Frost - baterie
- Samoth - chitară bas, a doua chitară
- Sverd - sintetizator (sesiune)